# Розен Роман Романович
Барон Роман Романович Розен (12 (24) лютого 1847, Ревель — 31 грудня 1921, Нью-Йорк) — російський дипломат, таємний радник, гофмейстер імператорського двору.

## Біографія
Син статського радника, Естляндського віце-губернатора барона Романа Романовича (Robert Gottlieb) фон Розена (1790-?) та Єлизавети Захарівни Суханової, крім нього в сім'ї було троє синів: Віктор, Олександр і Григорій.
Навчався у Домській школі в Ревелі, потім у Дерптському університеті (Тарту, Естонія) та Петербурзькому училищі правознавства.
Службу розпочав у червні 1868 року у чині колезького секретаря у Міністерстві закордонних справ. У 1872—1875 роках — віце-консул в Йокогамі, потім секретар посольства (1877—1879) і повірений у справах у Токіо (1879—1883); у 1884—1890 роках — Генеральний консул у Нью-Йорку.
У квітні 1890 року проведений у дійсні статські радники.
Посланець та повноважний міністр у Мексиці (1890—1895), Сербії (1895—1897), Японії (1897—1899), Баварії (1899—1901), Греції (1901—1902) та США (1905—1911).
У Японії, 12 апреля 1898 року підписав із міністром закордонних справ країни бароном Нісі протокол із корейського питання (Протокол Нісі — Розена).
У квітні 1903 року був наділений чин гофмейстера Високого Двору. У 1903 році знову був призначений послом до Японії. Пророкував неминучість збройного конфлікту з Японією і, враховуючи її сили, наполягав на збільшенні російських гарнізонів у Маньчжурії та на зміцненні Порт-Артура. Влітку 1903 року рекомендував взяти Маньчжурію «під наш протекторат», оскільки посилилося проникнення туди японців. Хоча Розен отримував у відповідь на свої попередження різкі резолюції з міністерства, він продовжував наполегливо радити піти на поступки японцям у Кореї, щоб зміцнити становище Росії в Маньчжурії .
Коли почалася війна, Розен покинув Японію і був призначений послом у США. 1905 року під час мирних переговорів у Портсмуті був другим уповноваженим Росії. Активної участі у переговорах він, однак, не брав. С. Ю. Вітте писав із цього приводу: «він людина вихована, цілком джентльмен, не беручи будь-якої активної участі в переговорах, надавав мені в усьому повне сприяння».
У серпні 1911 року призначений до складу Державної Ради, перебував там присутнім членом.
Передбачив, що союз Росії з Францією та Англією неминуче залучить її до війни з Німеччиною, наслідки якої, навіть у разі поразки німців, будуть для Росії несприятливі.
У 1916 році у складі думської делегації їздив до Лондона, Парижа та Риму. Іноземна преса останніми днями Тимчасового уряду називав Розена кандидатом у міністри закордонних справ.
У 1918 році в Москві належав до відкритих германофілів, готових всім пожертвувати, аби німці звільнили країну від більшовиків.
Після революції емігрував до США. Співпрацював у щотижневому журналі «The Saturday Evening Post», де друкував свої мемуари «40 років у дипломатії». Загинув, потрапивши 31 грудня 1921 року у Нью-Йорку під автобус.
Був одружений з Єлизаветою Олексіївною Одинцовою; дочка Єлизавета.

## Нагороди
- орден Святого Станіслава І ст. (1894)
- орден Святої Анни І ст. (1898)
- орден Святого Володимира ІІ ст. (1900)
- орден Білого Орла (1907)
- орден Святого Олександра Невського (1911)
- відзнака за XL років бездоганної служби
- медаль «У пам'ять царювання імператора Олександра III»
- медаль «У пам'ять 300-річчя царювання дому Романових»
- орден Лева і Сонця ІІІ ст. (1873)
- орден Князя Данила I IV ст. (1874)
- кавалерський хрест ордену Данеброг (1879)
- орден Такова І ст. (1897)
- орден Вранішнього сонця І ст. (1899)
- Великий хрест ордену Заслуг Святого Михайла (1901)
- Великий хрест ордена Спасителя (1903)

## Праці
- Европейская политика России. — Пг., 1917. — 40 с.
- Барон Роман Розенъ. Миръ или Война во чтобы то ни стало? Промедление Времени смерти безвозвратной подобно. — Петроград: Склад издания «Парус»,1917.
- Forty years of Diplomacy. — George Allen & Unwin ltd. 1922.